# Entomoscelis adonidis
Entomoscelis adonidis är en skalbaggsart som först beskrevs av Peter Simon Pallas 1771.  Entomoscelis adonidis ingår i släktet Entomoscelis, och familjen bladbaggar. Arten har ej påträffats i Sverige.

## Bildgalleri

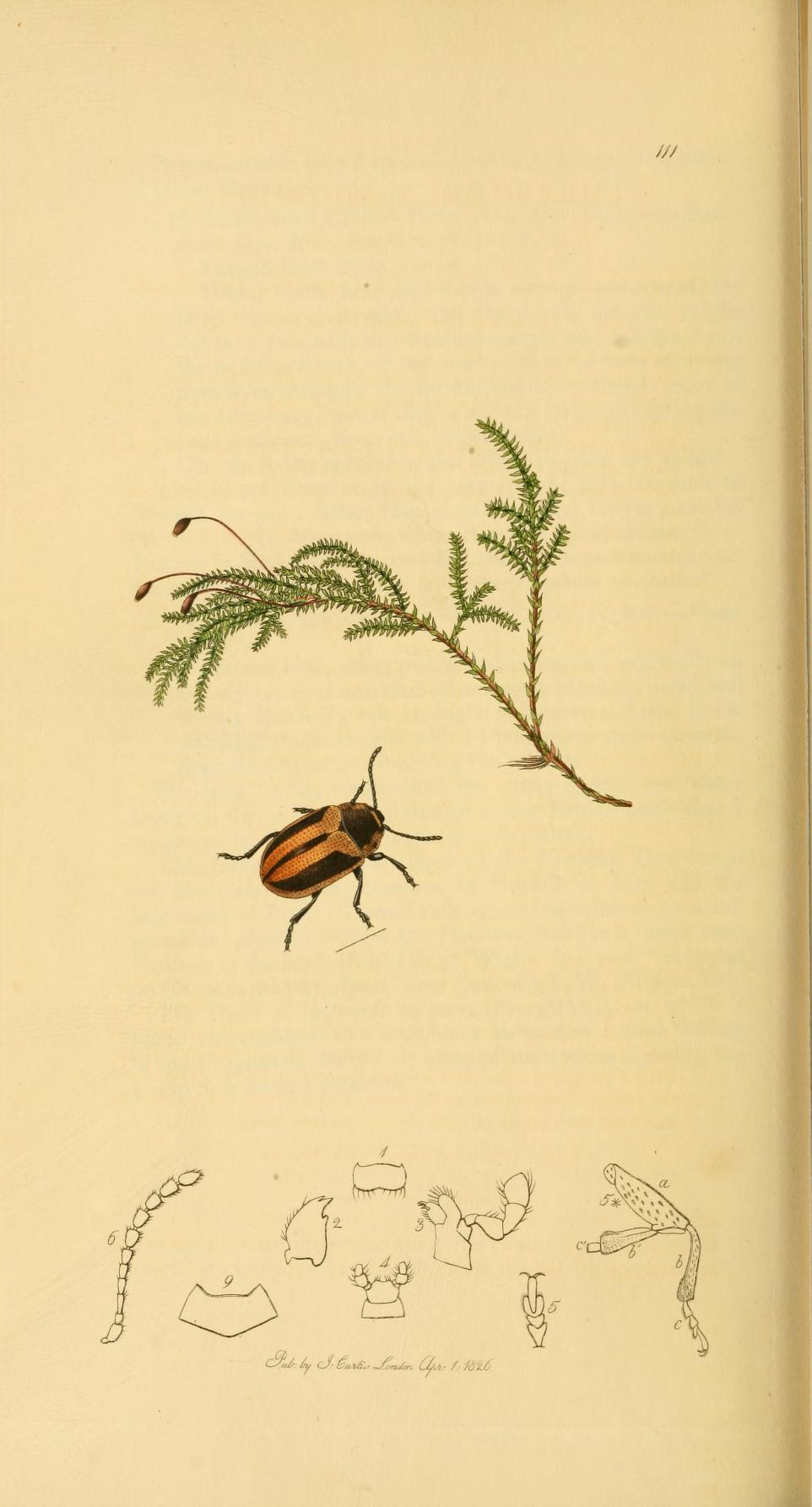
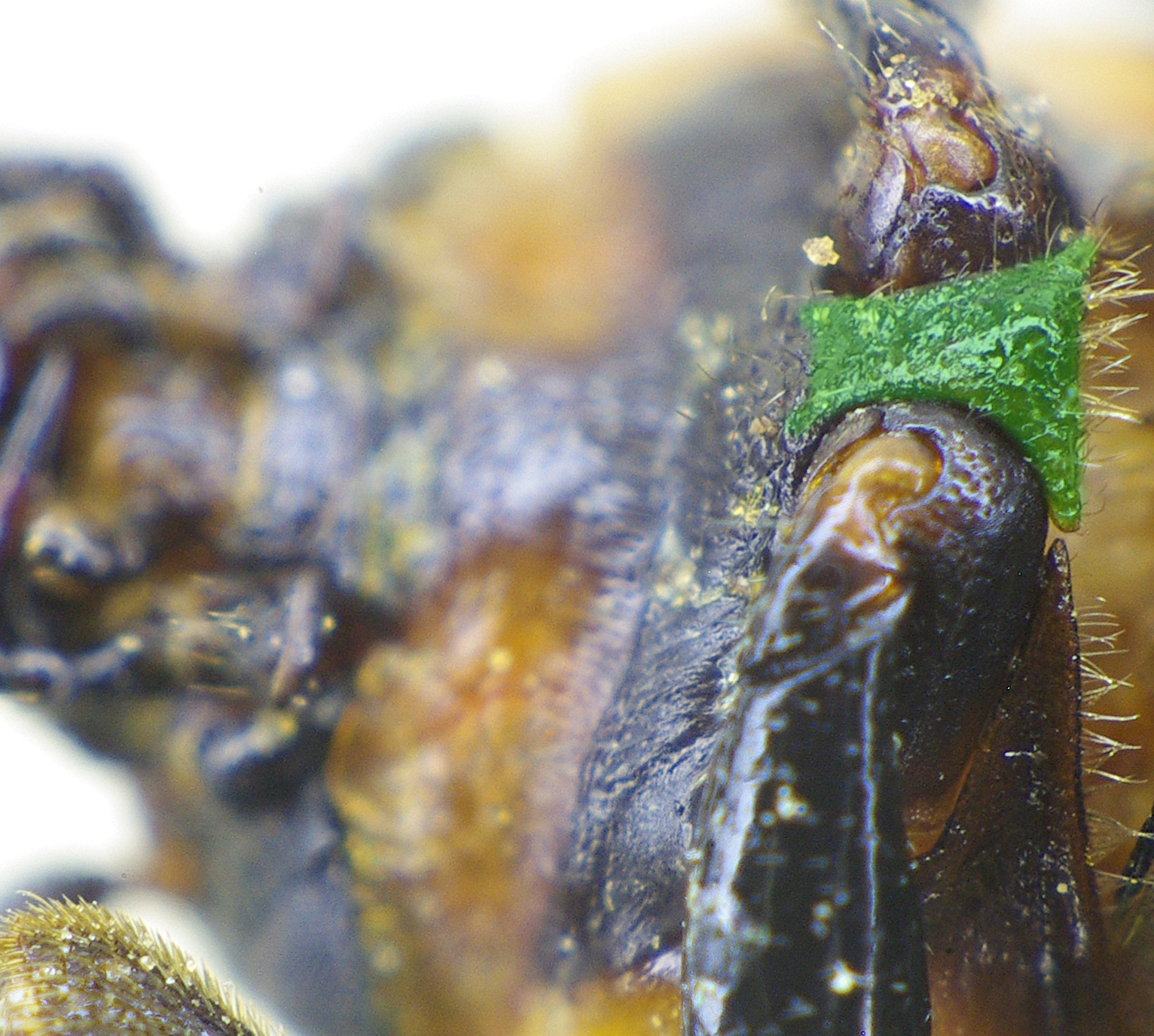
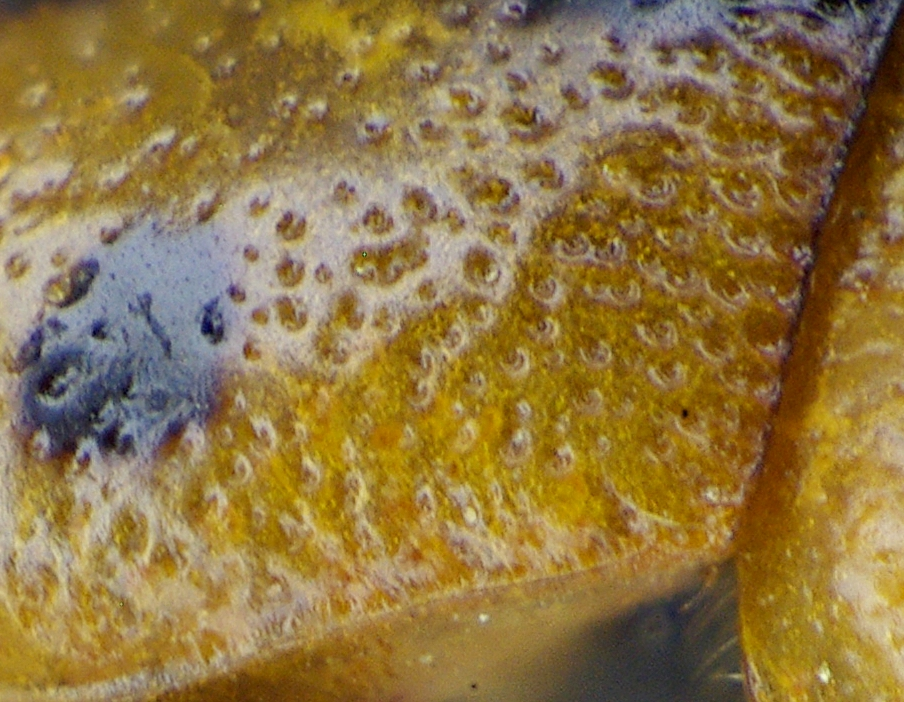
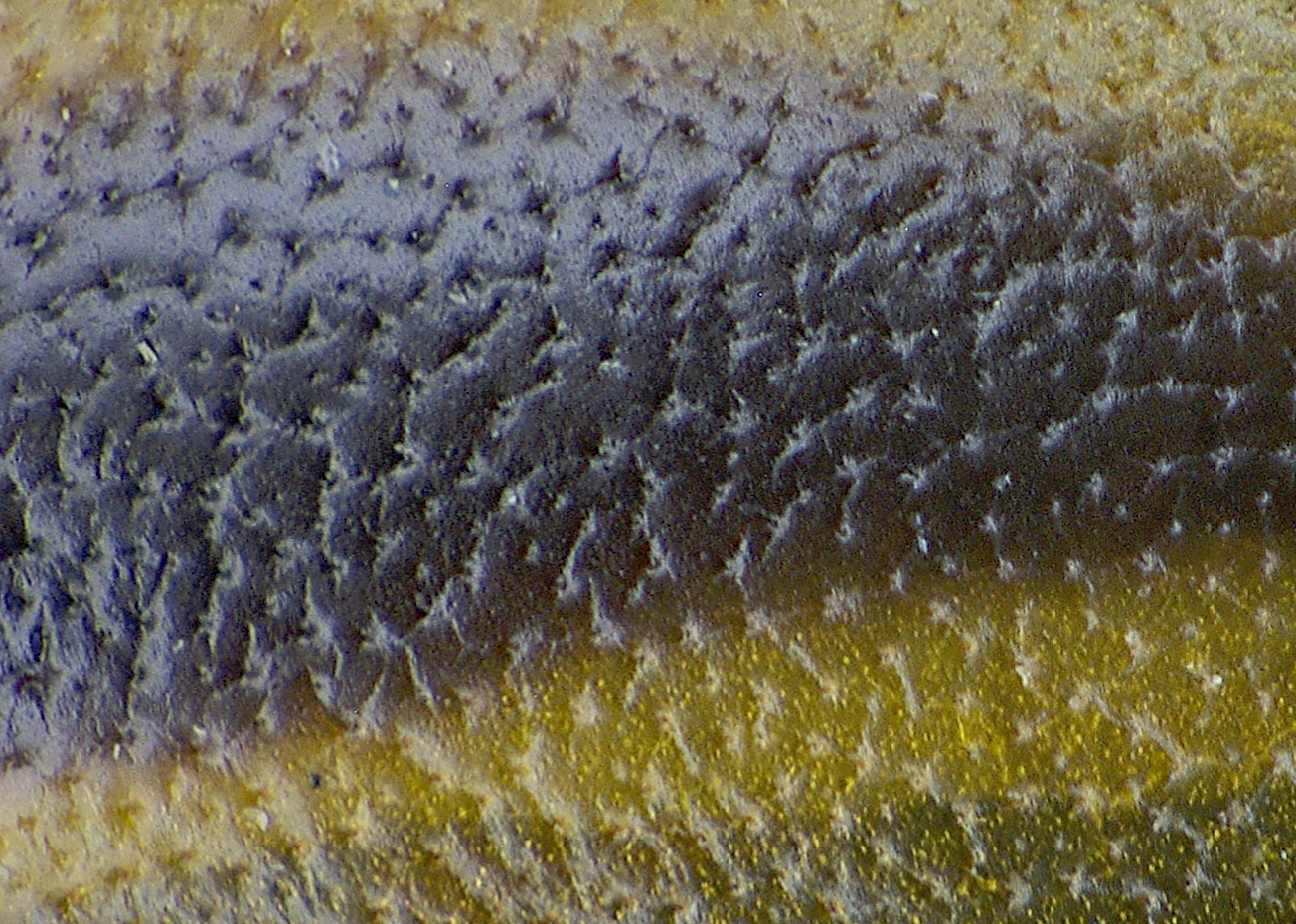
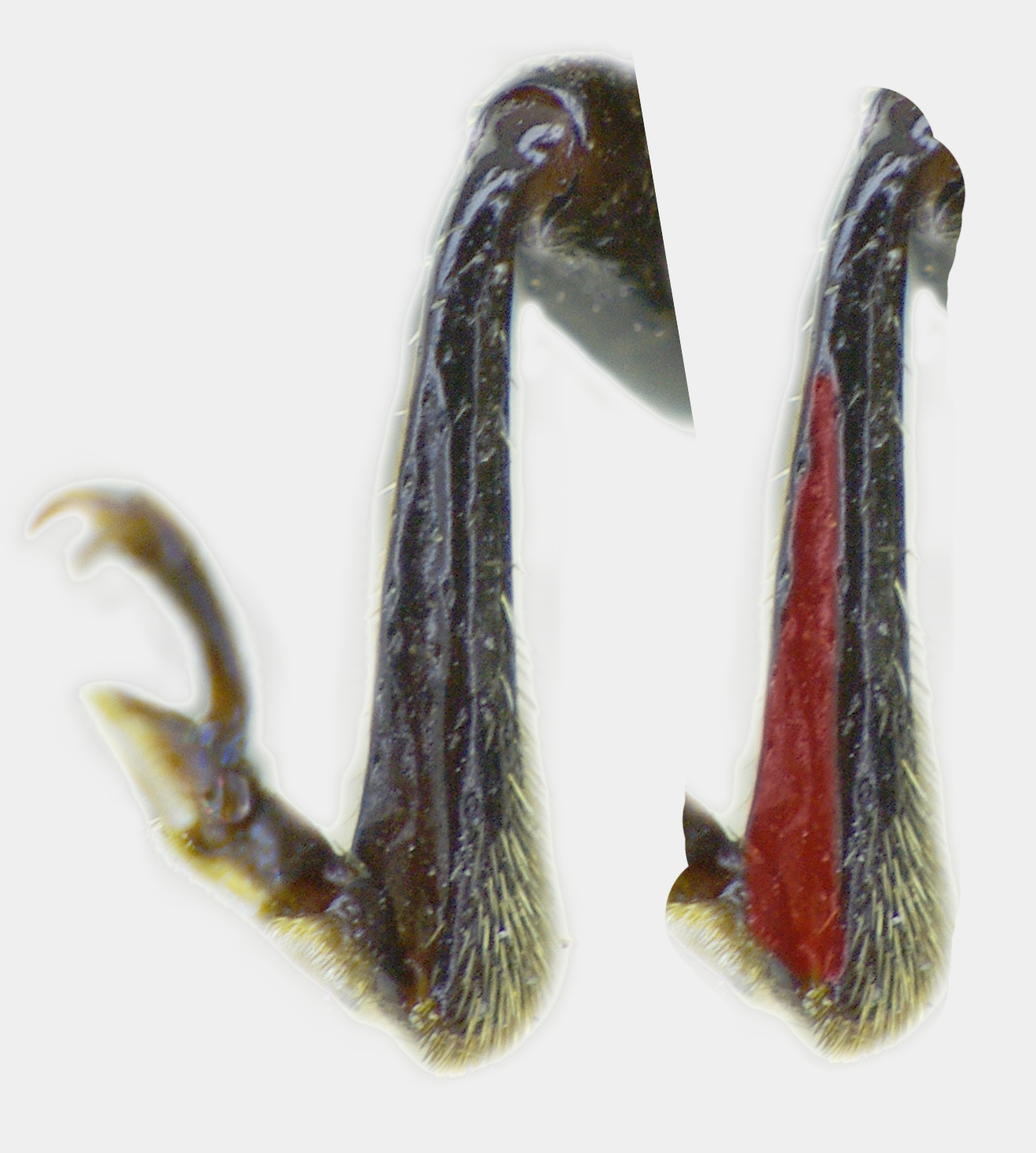
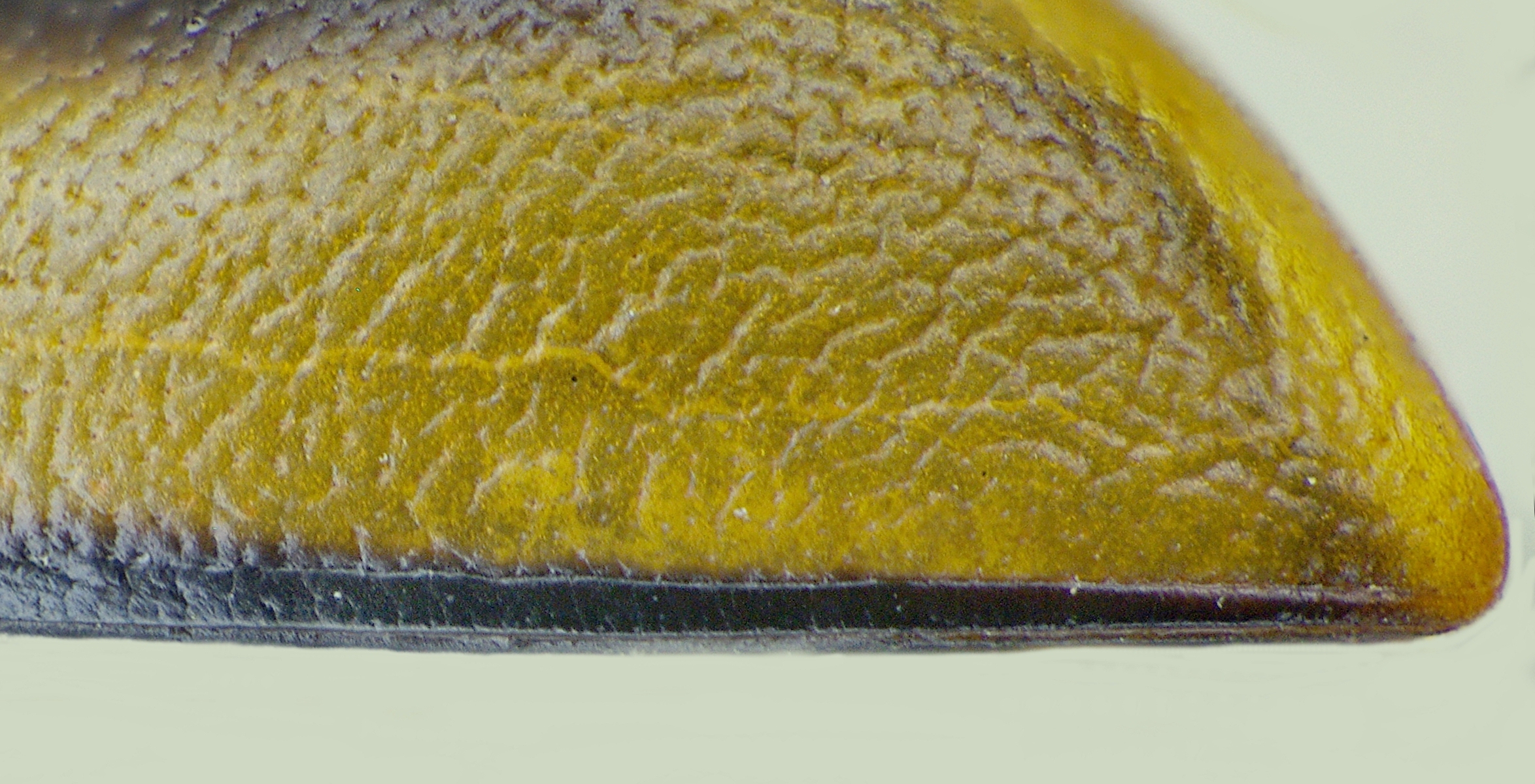